# Force India VJM09
Chronologie des modèles (2016)
Force India VJM08 Force India VJM10
La Force India VJM09 est la monoplace de Formule 1 engagée par l'écurie indienne Force India dans le cadre du championnat du monde de Formule 1 2016. Elle est pilotée par le Mexicain Sergio Pérez et par l'Allemand Nico Hülkenberg qui effectuent tous deux leur troisième saison pour l'écurie basée à Silverstone. Les pilotes-essayeurs sont le Mexicain Alfonso Celis Jr. et le Russe Nikita Mazepin. 
Conçue par l'ingénieur britannique Andrew Green, la VJM09 est présentée le 22 février 2016 sur le circuit de Barcelone.

## Création de la monoplace
Évolution de la Force India VJM08B de la saison précédente, la VJM09 conserve un nez long percé par deux ouvertures afin de maximiser le flux d'air. Cette configuration permet d'avoir les avantages d'un nez court tout en disposant d'une structure longue. Le S-duct, qui empêche la formation d'air ralenti au niveau du nez de la voiture, est similaire à celui de la McLaren MP4-31 et de la Mercedes AMG F1 W07 Hybrid. Les entrées d'air sont plus compactes que sur la VJM08B et adoptent un étirement triangulaire, tandis que l'aileron arbore des entailles différentes. La monoplace adopte également un plancher penché vers l'avant, ce qui, selon les ingénieurs, permet d'offrir de meilleures perspectives de développement. Ce rehaussement de la partie arrière de la voiture doit améliorer l'efficacité du diffuseur, qui est toutefois perturbé par des turbulences provoquées par la rotation des roues avant.
Andrew Green, le directeur technique de Force India, déclare à propos du concept de la VJM09 : « On peut dire que la version B de l’an dernier a été la base pour la conception de notre auto 2016. Avec un changement de règles probable pour 2017, il ne semblait pas qu’un nouveau projet partant de zéro ait été une utilisation efficace de nos ressources, avec une durée de vie si courte ».
Vijay Mallya, le propriétaire de l'écurie, vise la quatrième place du championnat du monde des constructeurs, après avoir été sixième en 2014 et cinquième en 2015 : « Après avoir signé notre meilleure saison l'an passé, j'aimerais que nous débutions aussi bien en 2016. Lors de la dernière course de l'an passé à Abu Dhabi, nous étions la troisième force du plateau, et nous rivalisions avec Ferrari aux essais, mais aussi en course. Je ne sais pas si nous serons en mesure de nous hisser à ce niveau de performance en Australie, mais nous avons fixé la barre haut en 2015, et nous visons encore plus haut cette saison. Nous voulons nous maintenir en cinquième place, et viser la quatrième position. Lors de la fin de la deuxième moitié de saison 2015, nous avons marqué six points de plus que Red Bull, et neuf de moins que Williams. Nous devons demeurer à ce niveau dès le début de la saison. Mais nous sommes aussi conscients que des écuries comme Toro Rosso, McLaren et Renault seront des menaces pour nous. Elles ont le potentiel pour faire un grand pas en avant durant cet hiver et de marquer de gros points. On peut dire que le milieu de tableau n'avait jamais été aussi dense et rester devant ces équipes ne sera pas facile ».

## Résultats en championnat du monde de Formule 1
| Saison | Écurie                     | Moteur                           | Pneus   | Pilotes         | Courses | Courses | Courses | Courses | Courses | Courses | Courses | Courses | Courses | Courses | Courses | Courses | Courses | Courses | Courses | Courses | Courses | Courses | Courses | Courses | Courses | Points inscrits | Classement |
| Saison | Écurie                     | Moteur                           | Pneus   | Pilotes         | 1       | 2       | 3       | 4       | 5       | 6       | 7       | 8       | 9       | 10      | 11      | 12      | 13      | 14      | 15      | 16      | 17      | 18      | 19      | 20      | 21      | Points inscrits | Classement |
| ------ | -------------------------- | -------------------------------- | ------- | --------------- | ------- | ------- | ------- | ------- | ------- | ------- | ------- | ------- | ------- | ------- | ------- | ------- | ------- | ------- | ------- | ------- | ------- | ------- | ------- | ------- | ------- | --------------- | ---------- |
| 2016   | Sahara Force India F1 Team | Mercedes V6 PU106C hybride turbo | Pirelli |                 | AUS     | BAH     | CHI     | RUS     | ESP     | MON     | CAN     | EUR     | AUT     | GBR     | HON     | ALL     | BEL     | ITA     | SIN     | MAL     | JAP     | USA     | MEX     | BRÉ     | ABU     | 173             | 4e         |
| 2016   | Sahara Force India F1 Team | Mercedes V6 PU106C hybride turbo | Pirelli | Sergio Pérez    | 13e     | 16e     | 11e     | 9e      | 7e      | 3e      | 10e     | 3e      | 17e*    | 6e      | 11e     | 10e     | 5e      | 8e      | 8e      | 6e      | 7e      | 8e      | 10e     | 4e      | 8e      | 173             | 4e         |
| 2016   | Sahara Force India F1 Team | Mercedes V6 PU106C hybride turbo | Pirelli | Nico Hülkenberg | 7e      | 15e     | 15e     | Abd     | Abd     | 6e      | 8e      | 9e      | 19e*    | 7e      | 10e     | 7e      | 4e      | 10e     | Abd     | 8e      | 8e      | Abd     | 7e      | 7e      | 7e      | 173             | 4e         |

Légende : ici
- * Le pilote n'a pas terminé la course mais est classé pour avoir parcouru plus de 90 % de la distance de course.